# Усенко, Николай Васильевич
Усенко Николай Васильевич (19 февраля 1905 — 17 декабря 1990) — советский ботаник, заслуженный лесовод РСФСР, действительный член географического общества СССР, почетный гражданин города Вяземского. Автор девяти книг  о дендрологии Дальнего Востока и не менее 400 публикаций по лесному хозяйству, охране природы, краеведению. 
За время педагогической работы участвовал в подготовке более 2-х тысяч техников-лесоводов. Около 100 младших лесоводов и в переподготовки более 500 практиков для работы в лесном хозяйстве Дальнего Востока и других районов страны. 

## Биография
Родился 19 февраля 1905 года на станции Вяземской Уссурийской железной дороги в семье железнодорожного телеграфиста Василия Алексеевича Усенко. Его родители с двумя малолетними сыновьями — старшими братьями Николая Васильевича — перебрались из Полтавской губернии на дальневосточный Зелёный Клин в 1903 году.
В 1922 г. поступил на четвёртый курс Хабаровского педагогического техникума, по окончании которого, в 1924 году, получив аттестат преподавателя Единой Трудовой Школы первой ступени, характеристику и направление педсовета техникума, поступил учиться на лесной факультет государственного Дальневосточного университета в г. Владивостоке, который окончил в 1930 г.
В 1953 г. Николай Васильевич издал свою первую книгу «Плодовые и ягодные растения лесов Дальнего Востока». В 1969 г. вышел главный научный труд — книга «Деревья, кустарники и лианы Дальнего Востока». В 1984 г. вышло второе, переработанное и дополненное издание.
В 1998 г. заслуги Н. В. Усенко были отмечены в постановлении губернатора Хабаровского края В. И. Ишаева по поводу присвоения Вяземскому лесхозу-техникуму имени заслуженного лесовода России Николая Васильевича Усенко. Это имя присвоено и Вяземскому краеведческому музею, созданию которого им отдано много сил и времени.